# Мошарово
Мошарово — деревня в Медынском районе Калужской области в 9 км от Медыни. Входит в состав сельского поселения «деревня Романово».

## Физико-географическое положение
Деревня расположена на берегах безымянного притока реки Шаня. Рядом находятся деревни Косово (2 км), Логачево (4 км), Радюкино (5 км), посёлок Мятлево (13 км), Варшавское шоссе.

## История
В 1782 году Мошарово(Машарово) — сельцо с пустошами Николая Гавриловича Огарёва, по берегам речки Сукмы. В сельце пруд, мельница, деревянный господский дом.
С 1827 года в своем имении Мошарово проживал его родной внук, Александр Александрович Челищев, декабрист.
В 1871 году в Мошарово родился внук Александра Александра Челищева, философ Сергей Алексеевич Аскольдов .

## Достопримечательности
Братская могила советских солдат 43-й армии , погибших в январе-марте 1942 в Медынском районе Смоленской области. Находится на окраине деревни, недалеко от берега реки Шаня, рядом сохранились окопы. Памятник — фигура скорбящей матери на высоком пьедестале, склонившей колено и голову, с венком в правой руке. Могила создана в 1954 году, памятник установлен в 1957, изготовлен скульптором Кулешовым. Останки бойцов перенесены из индивидуальных могил, расположенных в окрестных деревнях.